# قنبلة حارقة

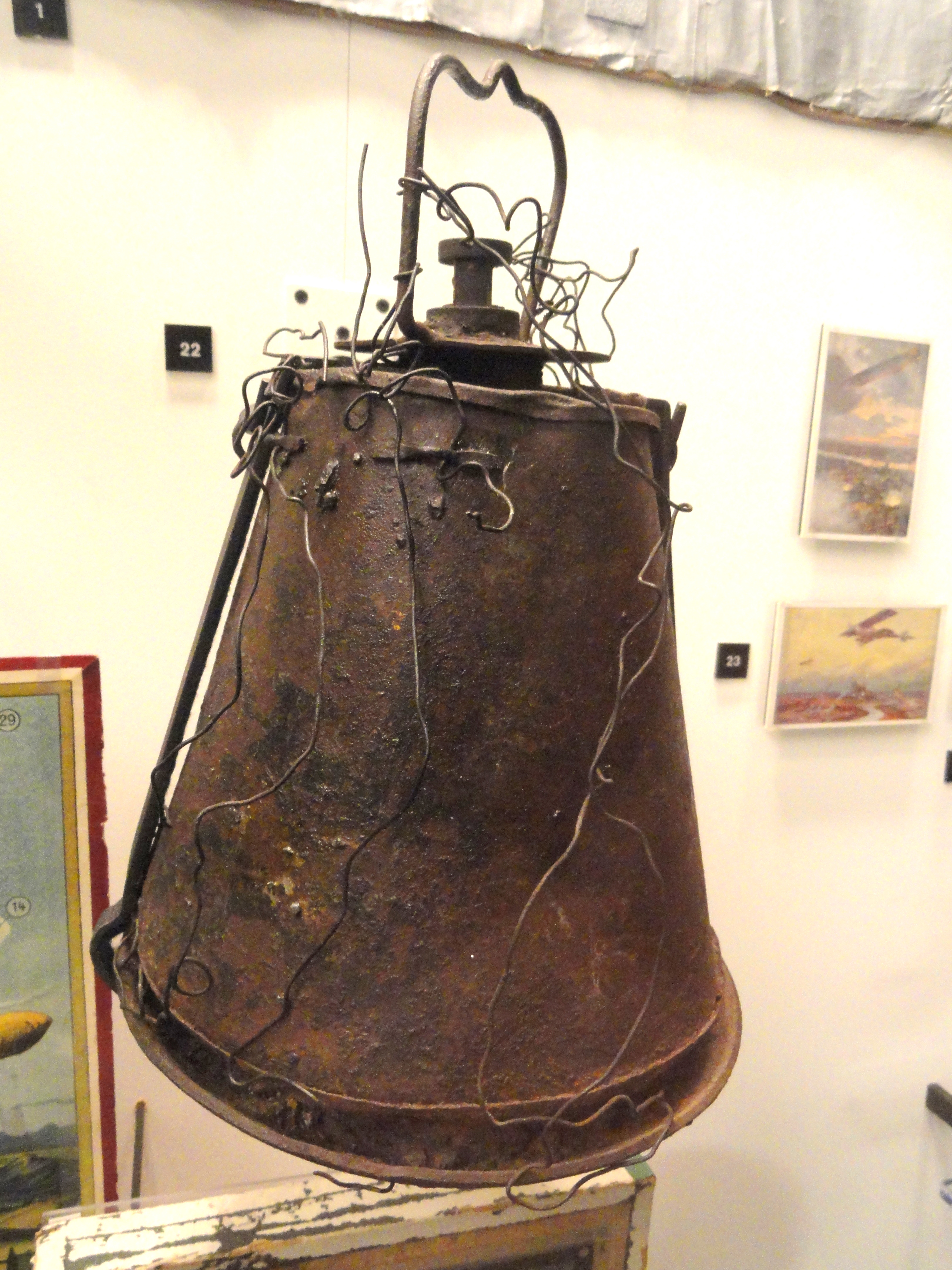
قنبلة ثرميت حارقة ألمانية الصنع تعود إلى الحرب العالمية الأولى

القنبلة الحارقة هي نوع من القنابل يصمم من أجل إحداث الحرائق عند إلقائها على الخصم في المعارك العسكرية.
يستخدم في القنابل الحارقة مواد كيميائية صعبة الإطفاء مثل النابالم والثرميت ومسحوق المغنسيوم وثلاثي فلوريد الكلور والفوسفور الأبيض.

## اقرأ أيضاً
- قنبلة دخانية
- قنبلة فوسفورية
- عملية أوتوارد